# Candace Bushnell
Pour les articles homonymes, voir Bushnell.
Œuvres principales
- Sex and the City
- Le Journal de Carrie

Candace Bushnell, née le 1er décembre 1958 à Glastonbury, dans le Connecticut, est une romancière et journaliste américaine. Elle est particulièrement connue pour être l'auteur de Sex and the City, une chronique sur le sexe et les rapports amoureux publiée dans le New York Observer, qui a ensuite été adaptée en roman, avant de devenir le point de départ de la série, et par la suite, du film du même nom.
Elle est aussi l'auteur du roman Lipstick Jungle : Les Reines de Manhattan et de la série du même titre diffusée pendant deux saisons sur la chaîne NBC.

## Biographie
Après avoir abandonné ses études à l'Université Rice à la fin des années 1970, Candace Bushnell devient l'une des personnalités de la jet-set new-yorkaise ; elle fait entre autres partie des habitués du Studio 54. Plus tard, elle obtient un poste de chroniqueuse au New York Observer.
En 1994, son rédacteur en chef lui demande d'écrire une chronique inspirée des aventures dont ses amis et elle parlent habituellement. La chronique est appelée Sex and the City.
En 1998, HBO débute la diffusion de Sex and the City, librement inspirée de la chronique de Bushnell. La série augmente la popularité déjà grandissante de Candace Bushnell. Le dernier épisode est diffusé en février 2004.
Beaucoup d'auteurs ont comparé le personnage de Carrie Bradshaw à Candace Bushnell, car comme Bushnell, Carrie écrit elle aussi une chronique sur les relations sexuelles et amoureuses, chronique apprécié par le monde de la nuit new-yorkais. De plus, les initiales de Candace sont les mêmes que Carrie. De fait, Candace Bushnell a déclaré dans plusieurs interviews que Carrie Bradshaw était son alter ego.
En février 2008, NBC diffuse sur les ondes le premier épisode adapté de son roman Lipstick Jungle : Les Reines de Manhattan. L'histoire raconte la vie de trois new-yorkaises Nico, Wendy et Victory. Nico est la rédactrice en chef de Bonfire, un des plus grands magazines de mode, et œuvre pour en devenir la présidente. Wendy assure la direction d'un studio de production de cinéma dont le propriétaire est le même patron que Nico. Victory est une créatrice de mode assez fantasque fréquentant un milliardaire. Les trois jeunes femmes (dont les deux premières sont plus ou moins heureusement mariées) affrontent ensemble les petits et gros tracas de la vie new yorkaise… La série compte pour l'instant deux saisons (saison 1 : 7 épisodes, saison 2 : 13 épisodes), avec des audiences irrégulières, voire décevantes au vu de sa qualité. La série est finalement annulée.
En 2005, elle était l'une des trois juges de Wickedly Perfect, un reality show diffusé sur CBS.

## Œuvres
- Sex and the City, Albin Michel, 2000 ((en) Sex and the City, 1996)
- Quatre blondes, Albin Michel, 2001 ((en) Four Blondes, 2000)
- (en) Big Night Out, 2002
- (en) Sex Sirens: Female Icons and the Power of Sexuality, 2003
- Haut de gamme, Albin Michel, 2004 ((en) Trading Up, 2003)
- Lipstick Jungle, Albin Michel, 2006 ((en) Lipstick Jungle, 2005)
- Cinquième Avenue, Albin Michel, 2009 ((en) One Fifth Avenue, 2008)
- Le Journal de Carrie, Albin Michel, coll. « Wiz) », 2010 ((en) The Carrie Diaries, 2010)
- La chance du débutant, Albin Michel, coll. « Wiz) », 2011 ((en) Summer and the City, 2011)
- (en) Killing Monica, 2015
- No sex in the City ?, Albin Michel, 2020 ((en) Is There Still Sex in the City?, 2019)